# Titanidiops joida
Espèce
Synonymes
- Idiops joida Gupta, Das & Siliwal, 2013

Titanidiops joida est une espèce d'araignées mygalomorphes de la famille des Idiopidae.

## Distribution
Cette espèce est endémique du Karnataka en Inde,. Elle se rencontre vers Joida.

## Description
Le mâle holotype mesure 10,86 mm et la femelle paratype 14,00 mm.

## Systématique et taxinomie
Cette espèce a été décrite sous le protonyme Idiops joida par Gupta, Das et Siliwal en 2013. Elle est placée dans le genre Titanidiops par Schwendinger, Huber et Hongpadharakiree en 2024.

## Étymologie
Son nom d'espèce lui a été donné en référence au lieu de sa découverte, Joida.

## Publication originale
- Gupta, Ganeshkumar, Das & Siliwal, 2013 : « Three new species of Idiops Perty, 1833 (Araneae: Idiopidae) from India. » Zootaxa, no 3635, p. 237-250.